# Adelaida Mateescu
 Adelaida Mateescu (n. 1 aprilie 1932, Otaci, județul Soroca, România – d. 20 mai 2009) a fost o profesoară universitară română, cunoscută pentru contribuțiile sale în domeniul teoriei circuitelor și prelucrării semnalelor. A fost membră a Academiei de Științe Tehnice a României și laureată a premiilor „Traian Vuia” (1984) și „Gheorghe Cartianu” (1999) acordate de Academia Română.
A absolvit cursurile liceale în Chișinău, apoi pe cele ale Facultății de Electronică și Telecomunicații din Institutul Politehnic București, devenind în 1956 ingineră în specialitatea telecomunicații. În această calitate a lucrat un an la Direcția PTTR a Capitalei, în Serviciul Măsurători.
Din 1957 a îmbrățișat cariera didactică, fiind angajată ca asistent universitar în Catedra Telefonie–Telegrafie a Politehnicii din București, instituție în care a activat neîntrerupt până la sfârșitul vieții. A urcat pe scara ierarhiei universitare, fiind pe rând șef de lucrări, conferențiar, profesor (1972), conducător de doctorat (1974).
În 1965 a obținut doctoratul în ingineria telecomunicațiilor la Universitatea Politehnica București, prin susținerea tezei de doctorat intitulată „Egalizarea în sens Cebîșev a timpului de propagare de grup“, elaborată sub îndrumarea prof. dr. ing. Gheorghe Cartianu, membru corespondent al Academiei Române.
A desfășurat activități de cercetare cu rezultate remarcabile în următoarele direcții: studiul și evaluarea senzitivității funcțiilor de circuit pasive și active; proiectarea și realizarea unor circuite pentru transmisiunile de date; prelucrarea numerică a semnalelor și proiectarea filtrelor digitale; comunicații multimedia și comunicații mobile. A publicat peste 100 de articole în reviste științifice din tară și străinătate, precum și carti de specialitate.  A îndrumat numeroși doctoranzi, dintre care peste 30 au obținut titlul de doctor inginer.
Adelaida Mateescu a deținut numeroase funcții manageriale în cadrul Universității Politehnica din București, după cum urmează: prorector al Universității (1984-1988 și 1990-1992), decan al Facultății de Electronică și Telecomunicații (1981-1985), prodecan al Facultății de Electronică și Telecomunicații (1968-1972) și șef al Catedrei de Radiocomunicații și Transmisiuni de Date (1970-1980 și 1992-2000).
Ca o recunoaștere a contribuțiilor științifice și didactice, Adelaida Mateescu a fost laureată a premiilor Traian Vuia (1984) și Gheorghe Cartianu (1999), acordate de Academia Română, și a premiului AGIR (2000). A fost membru al Consiliului Național de Atestare a titlurilor științifice (1978-1997), membru fondator al Academiei Române de Științe Inginerești și președintele Secției de Tehnologia Informației și Calculatoare. A primit titlurile de Doctor Honoris Causa Doctor al Universității tehnice din Moldova (1998) și al Universității Tehnice Gh. Asachi din Iași (2002).
În anul 2002, a fost decorată de către președintele României cu înalta distincție „Serviciul credincios în grad de cavaler”.